# Португальская водяная собака
Португальская водяная собака или кан-диагуа, или португальский вассерхунд (порт. cão de agua português)- порода водяных собак, происходящая из Португалии, где использовалась рыбаками. В современном мире породу часто заводят как компаньона.

## История
Когда-то португальская водяная собака встречалась по всему побережью Португалии, где её учили загонять рыбу в сети, отыскивать потерянные обрывки порванных сетей и переносить сообщения от корабля к кораблю или с корабля на берег. Этих собак держали на небольших траулерах, которые ходили от тёплых атлантических вод Португалии до ледяного побережья Исландии, где хорошо ловилась треска.
Порода была перенесена на Пиренейский полуостров мореплавателями персами. Первые письменные упоминания о canis turcus или the great mongrel dog относятся к 600 году до н. э. Пришедшие на Иберийский полуостров римляне называли её canis piscator — «собака рыбак». Народы, населяющие эту область, выращивали коров, овец, лошадей или верблюдов, в зависимости от района, и собак, которые их охраняли. Изолированные от остального мира, эти собаки эволюционировали в определённый тип, очень напоминающий португальскую водяную собаку, за исключением шёрстного покрова.
Полагают, что ирландский водяной спаниель является потомком португальской водяной собаки. Оставшись в одиночестве среди уединенных скал и изрезанных берегов Португалии, порода сохраняла свой первоначальный тип на протяжении нескольких столетий. Но в начале XX века в стране произошли глубокие социальные перемены, и португальская водяная собака стала быстро исчезать вместе с социальным слоем португальских рыбаков.
В 1930 году португальский корабельный магнат и собаковод доктор Васко Бенсуаде взялся за спасение и сохранение породы. Был реорганизован специализированный клуб, собаки стали демонстрироваться на выставках, был написан стандарт, и португальская водяная собака была занесена в группу — «Рабочие породы».
В 1954 году несколько португальских водяных собак вывезли в Англию. Английский клуб собаководства признал породу как рабочую. Принятая таким образом порода постепенно зачахла, и с 1957 года на Британских островах не была зарегистрирована ни одна собака.
В Соединённых Штатах интерес к португальской водяной собаке возник после того, как в 1958 году мистер и миссис Харрингтон из Нью-Йорка получили из Англии пару собак в порядке обмена редкими породами. В числе первых, кто проявил интерес к породе, был мистер Херберт Миллер из Коннектикута, который приобрел первого щенка, импортированного из Португалии. Это была сука, которую он купил у сеньоры Бранко, наследницы питомников доктора Бенсуаде.
Порода была зарегистрирована в Племенной книге Американского клуба собаководства 1 августа 1983 года и стала выставляться на выставках в классе «Рабочая группа» с 1 января 1984 года.
У президента США Барака Обамы, было 2 собаки породы португальская водяная собака - Бо и Санни. Порода была выбрана семьей Обамы из-за гипоаллергенной шерсти, и Бо был подарен Тедом Кеннеди.

## Внешний вид
Португальская водяная собака - порода среднего размера, с элегантным силуэтом, гармоничным и сбалансированным строением, она сильная и мускулистая. Рост кобелей 50-57 см, сук 43-52 см; вес кобелей 19-25 кг, сук 16-22 кг.
Голова у породы пропорциональная и широкая. Нос большой, чёрный у чёрных, белых и пятнистых собак, коричневый у коричневых собак. Глаза среднего размера, круглые, широко поставленные, чёрного или коричневого цвета. Уши расположены выше уровни глаз, висячие и тонкие, в форме сердца.
Шея прямая и короткая. Спина прямая, широкая и мускулистая, грудь широкая и глубокая с длинными, изогнутыми ребрами. Хвост является отличительной чертой породы, во время движения хвост весело поднят выше уровня спины, он толстый и основания и сужается к кончику. Ноги прямые, крепкие и мускулистые, лапы округлые, плоские с перепонками.

### Шерсть
Всё тело обильно покрыто шерстью без подшёрстка. Есть 2 типа шерсти:
- Длинная и волнистая, она пушистая и блестящая
- Короткая и курчавая, она плотная, с маленькими завитками, не блестит.

Собакам коротко стригут морду, поясницу, задние конечности и хвост, оставляя лишь кончик.
Окрасы: чёрный, белый, коричневый (различные оттенки), чёрно-белый, коричнево-белый.

## Характер
Это спокойная, умная собака с замечательным характером, сильная и здоровая, с густым, водоотталкивающим, не вызывающим аллергию и не линяющим шёрстным покровом и перепончатыми лапами — идеальная, не знающая усталости рабочая порода.

## Галерея

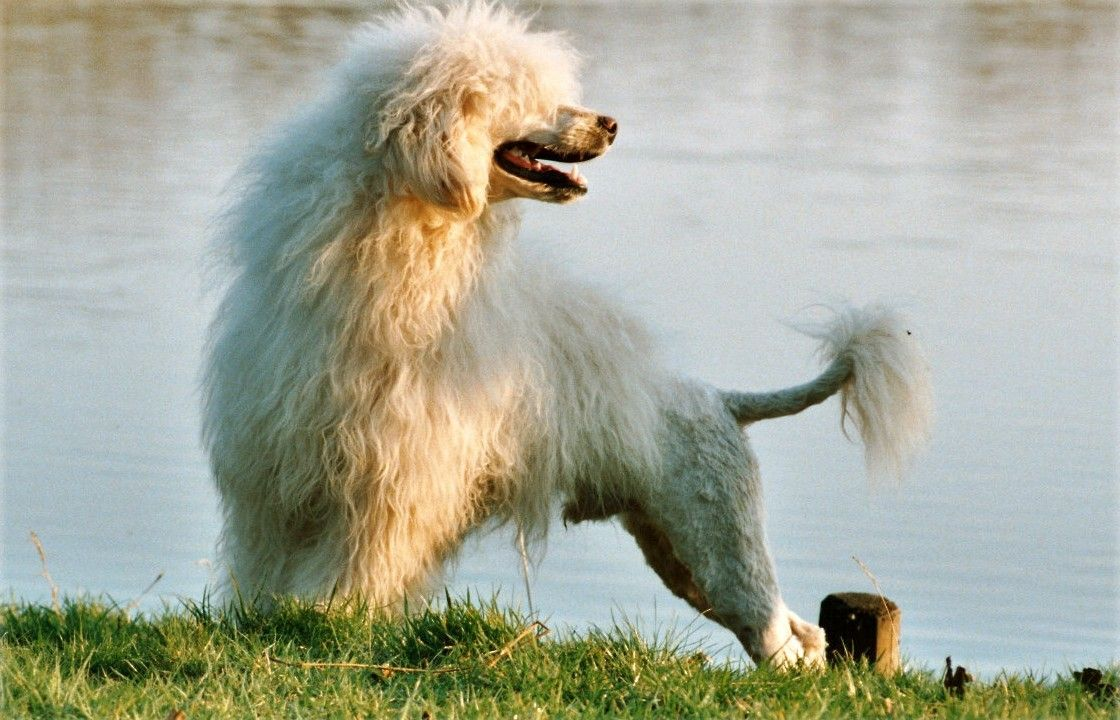
Португальская водяная собака с волнистой шерстью
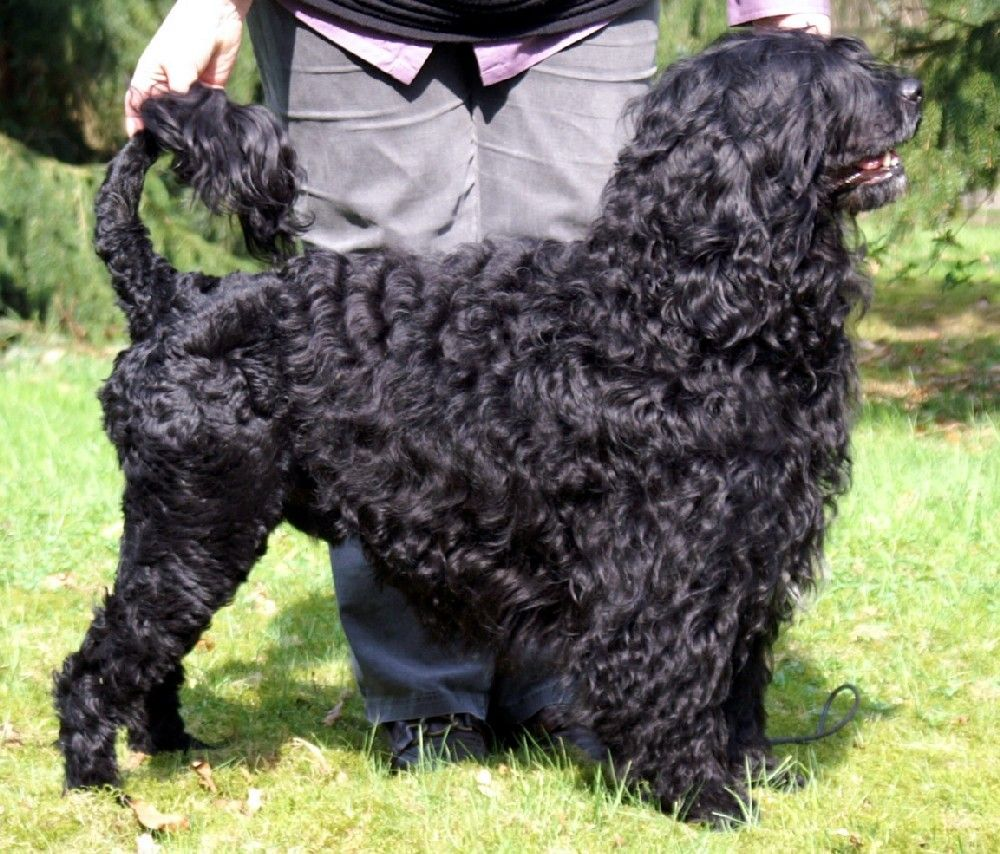
Португальская водяная собака с курчавой шерстью
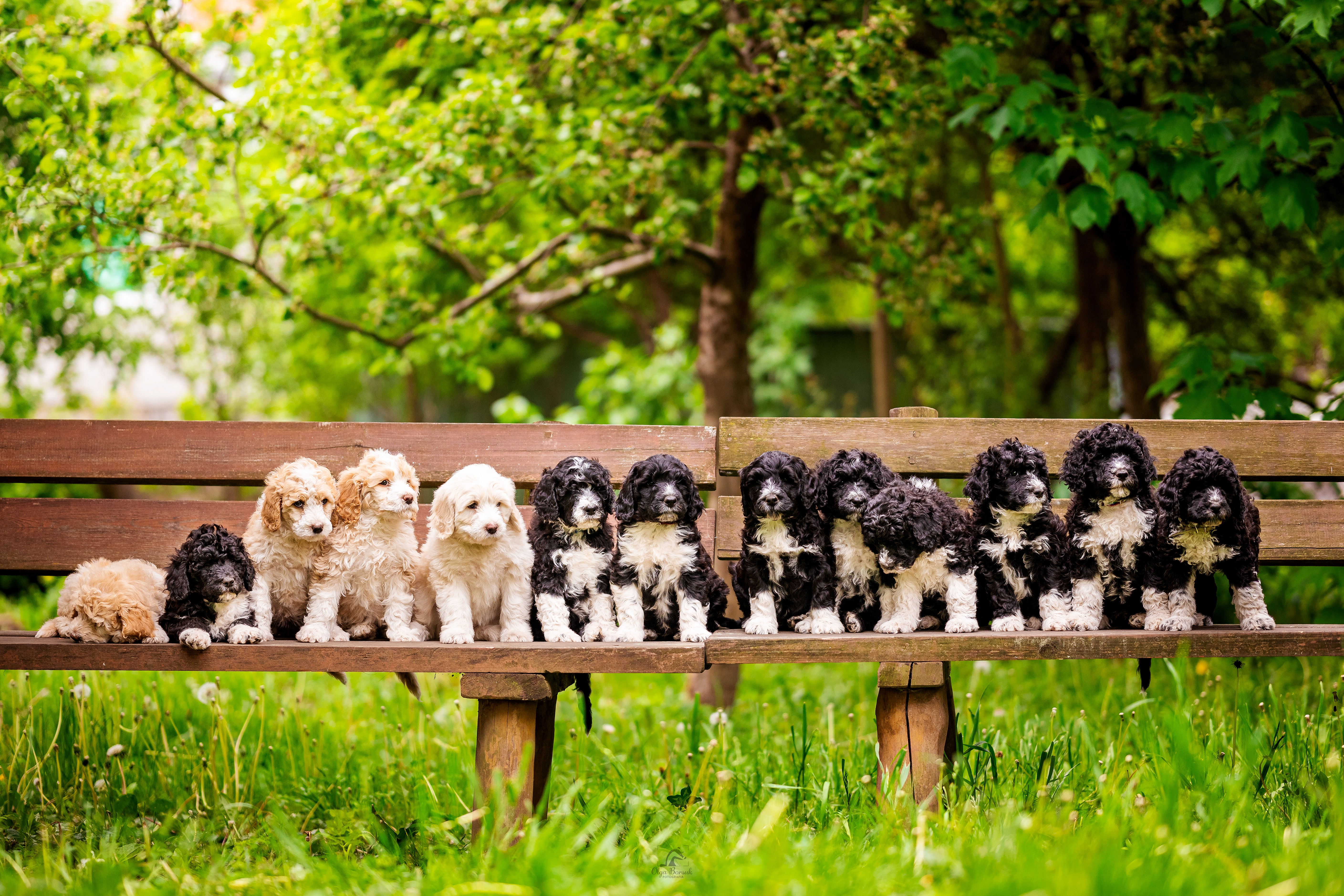
Щенки португальской водяной собаки
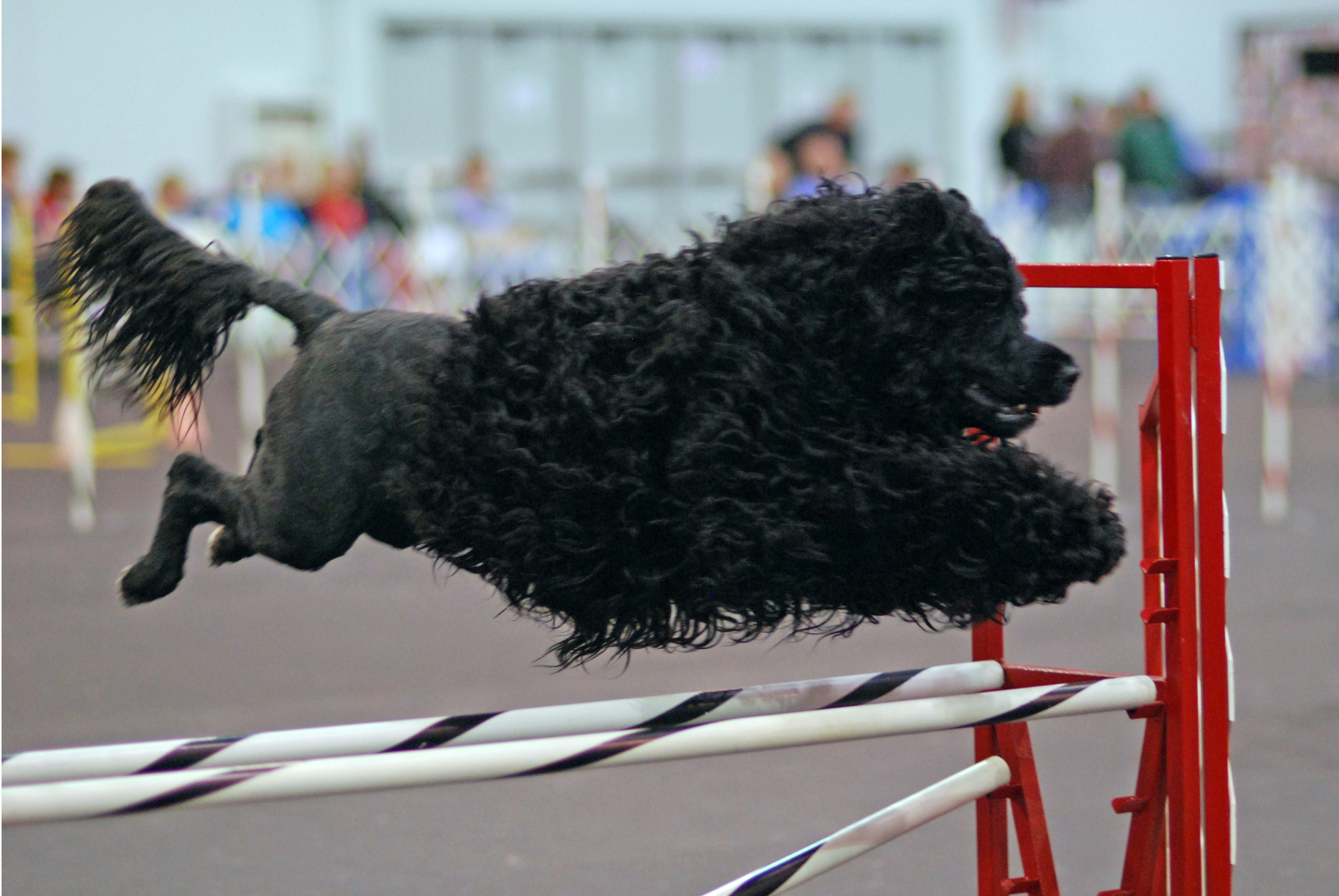
Португальская водяная собака на аджилити
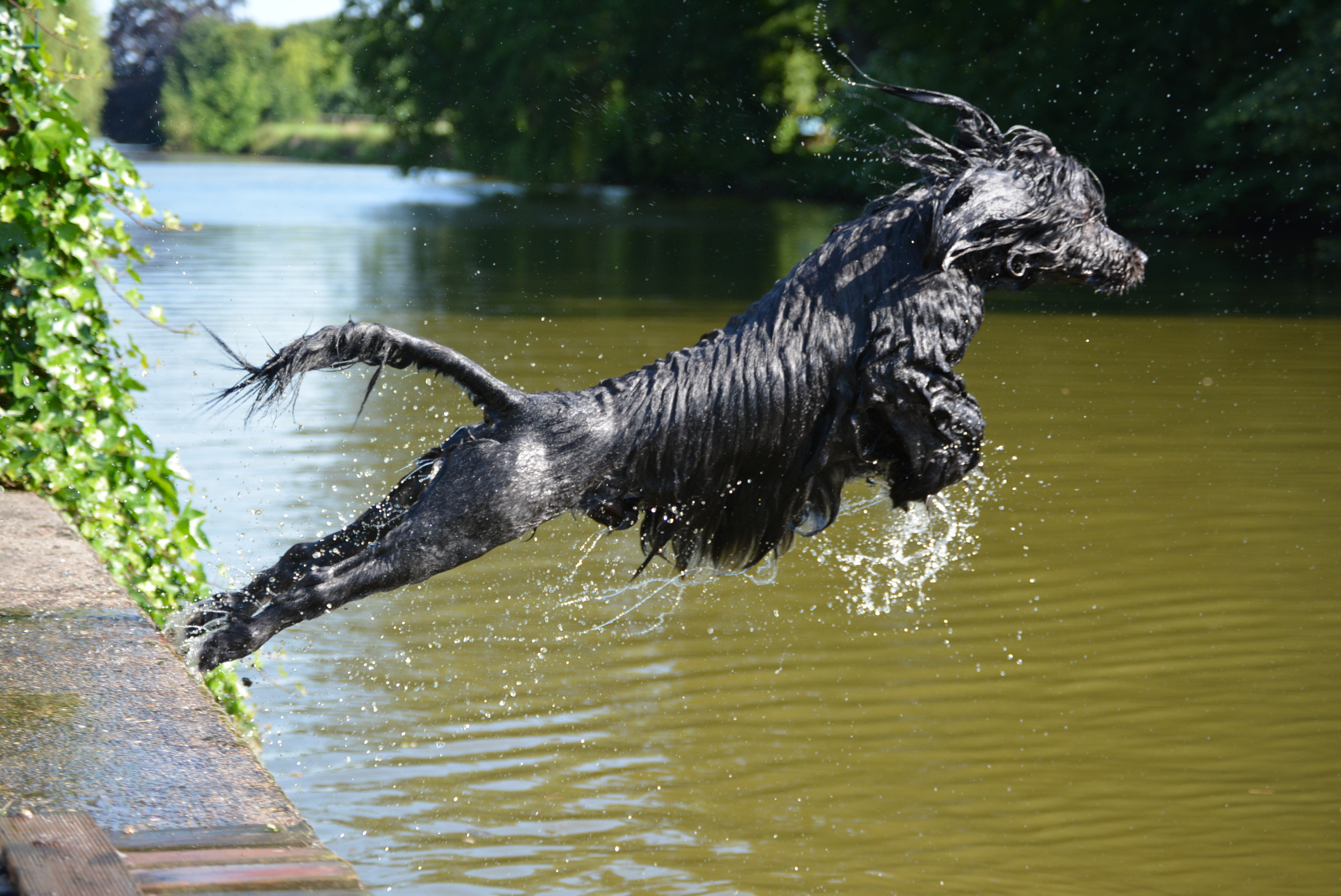
Португальская водяная собака прыгает а воду